# Afsoning
 Denne artikel omhandler overvejende eller alene danske forhold. Hjælp gerne med at gøre artiklen mere almen.
Afsoning af en fængselsstraf sker normalt i et af landets 13 fængsler. Om man skal afsone i lukket eller åbent fængsel, afhænger af kriminalitetens karakter og straffens længde. Straffe op til seks måneders fængsel kan afsones i fodlænke, hvis man opfylder nogle nærmere betingelser.
Den dømte indkaldes til afsoning fra det kriminalforsorgsområde, hvor afsoningsstedet ligger. Man får som regel en måneds varsel, men i visse tilfælde gives der kun 10 dages varsel. Man afsoner i videst muligt omfang tæt på sin bopæl af hensyn til familien.
Afsoning af domme på op til seks måneder kan afsones i fodlænke. Det betyder, at man ikke kommer i fængsel, men at man afsoner i sit hjem. Det er en forudsætning at man lever op til en række krav, som f.eks  at tage en uddannelse eller arbejde.